# NGC 5781
NGC 5781 é uma galáxia espiral barrada (SBb) localizada na direcção da constelação de Libra. Possui uma declinação de -17° 14' 39" e uma ascensão recta de 14 horas, 56 minutos e 41,1 segundos.
A galáxia NGC 5781 foi descoberta em 11 de Maio de 1831 por John Herschel.